# ورزشگاه روهراشتادیون
 ورزشگاه روهراشتادیون  (به آلمانی: Ruhrstadion) ورزشگاهی در شهر بوخوم در کشور آلمان است.
بازی‌های خانگی بوخوم در این ورزشگاه برگزار می‌شود.